# Altar für Jupiter und alle Götter (Grödig)

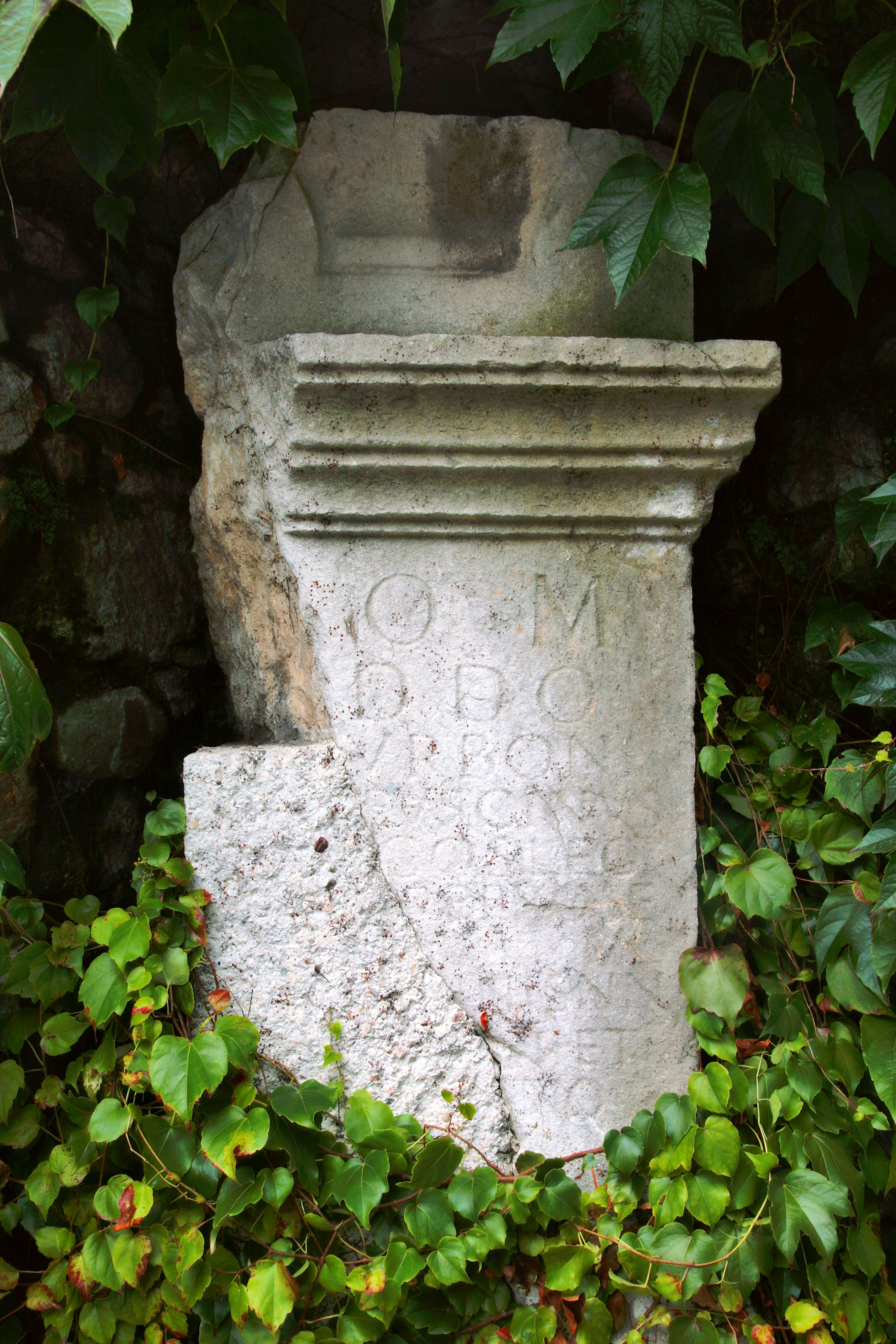
Der von einem Benefiziarier gewidmete Weihealtar in Grödig

Der Altar für Jupiter und alle Götter in Grödig, der auch als Altar für Jupiter und alle Götter und Göttinnen bekannt wurde, ist ein römischer Weihestein, der hauptsächlich für den römischen Gott Jupiter errichtet wurde und aus dem frühen 3. Jahrhundert stammt. Das Fundstück befindet sich in Grödig im Bezirk Salzburg-Umgebung im Land Salzburg.

## Beschreibung
Umgangssprachlich als Römerstein bezeichnet, wurde der Altar 1954 bei Bauarbeiten an der Friedhofsmauer als verbaute Spolie aufgedeckt und danach dort am Eingang an der Mauer aufgestellt. Durch die einstige Verbauung weist der aus Kalkstein gefertigte Werkstein (156 × 60 cm) linksseitig durchgehenden Materialabbruch auf. Der Stifter Turbonius Fuscinus hatte als Benefiziarier der Legio II Italica zusammen mit Kameraden eine Römerstraße nach Iuvavum (Salzburg) bewacht. Die exakte Datierung der Herstellung beziehungsweise Aufstellung des Weihesteins auf das Jahr 202 n. Chr. ist durch die Nennung des gemeinsamen Consulats von Septimius Severus und Caracalla gegeben.
Die Inschrift wurde 1954 durch den Epigraphiker und Archäologen Rudolf Egger (1882–1969) ergänzt und lautet:
[I(ovi)] o(ptimo) m(aximo)

[et] d(iis) d(eabus) o(mnibus)

[…T]urboni-

[us] Fuscinus

[b(ene)f(iciarius)] co(n)s(ularis) leg(ionis)

[II] It(alicae)] p(iae) f(idelis) pro se

[et suis] v(otum) s(olvit) l(ibens) m(erito)

[dom]inis n(ostris)

[Severo] III et

[Antoni]no

co(n)]s(ulibus).
Die 1968 erschienene Lesung im L’Année épigraphique weicht leicht von Egger ab. Hier lauten die zweite und achte Zeile wie folgt:
[et] d(is) d(eabusque) o(mnibus)
[dom]inis nn(ostris)
Übersetzung: Für Jupiter, dem besten und größten und allen Göttern und Göttinnen … Turbonius Fuscinus,  Beneficiarius Consularis der 2. italischen Legion, der Frommen, Treuen, hat für sich und die Seinen das Gelübde gern und nach Gebühr erfüllt. Unseren Herren (Septimius) Severus, zum drittem Mal Konsul und (Marcus Aurelius Severus) Antoninus, dem Konsul.